# Megarhyssa aurantia
Megarhyssa aurantia là một loài tò vò trong họ Ichneumonidae.